# Mark Zabukovnik
Mark Zabukovnik (Lubiana, 27 dicembre 2000) è un calciatore sloveno, centrocampista del Celje e della nazionale slovena.

## Carriera

### Club
Cresciuto nel settore giovanile del Radomlje, ha debuttato in prima squadra il 25 aprile 2018 nell'incontro di Druga slovenska nogometna liga vinto 1-0 contro il Brežice; nella stagione 2020-2021 dopo quattro anni in questa categoria ha vinto la seconda divisione slovena, esordendo in prima divisione durante la stagione 2021-2022.
Il 22 giugno 2022 è stato acquistato a titolo definitivo dal Celje, altro club di prima divisione, con il quale nella stagione 2023-2024 ha esordito nelle competizioni UEFA per club (grazie a 6 presenze nei turni preliminari di Conference League) ed ha vinto il campionato sloveno. Nella stagione 2024-2025 gioca 2 partite nei turni preliminari di Champions League e successivamente partecipa alla fase finale della Conference League.

### Nazionale
Ha giocato con la nazionale slovena Under-21.
Il 20 gennaio 2024 ha esordito con la nazionale maggiore slovena nell'amichevole vinta 1-0 contro gli Stati Uniti.

## Statistiche

### Presenze e reti nei club
Statistiche aggiornate al 9 aprile 2025.
| Stagione        | Squadra         | Campionato      | Campionato | Campionato | Coppe nazionali | Coppe nazionali | Coppe nazionali | Coppe continentali | Coppe continentali | Coppe continentali | Altre coppe | Altre coppe | Altre coppe | Totale | Totale | Totale |
| Stagione        | Squadra         | Comp            | Pres       | Reti       | Comp            | Pres            | Reti            | Comp               | Pres               | Reti               | Comp        | Pres        | Reti        | Pres   | Reti   |        |
| --------------- | --------------- | --------------- | ---------- | ---------- | --------------- | --------------- | --------------- | ------------------ | ------------------ | ------------------ | ----------- | ----------- | ----------- | ------ | ------ | ------ |
| 2017-2018       | Radomlje        | 2.SNL           | 2          | 0          | CS              | 0               | 0               | -                  | -                  | -                  | -           | -           | -           | 2      | 0      |        |
| 2018-2019       | Radomlje        | 2.SNL           | 3          | 1          | CS              | 0               | 0               | -                  | -                  | -                  | -           | -           | -           | 3      | 1      |        |
| 2019-2020       | Radomlje        | 2.SNL           | 17         | 3          | CS              | 5               | 0               | -                  | -                  | -                  | -           | -           | -           | 22     | 3      |        |
| 2020-2021       | Radomlje        | 2.SNL           | 22         | 4          | CS              | 1               | 0               | -                  | -                  | -                  | -           | -           | -           | 23     | 4      |        |
| 2021-2022       | Radomlje        | 1.SNL           | 35         | 2          | CS              | 1               | 0               | -                  | -                  | -                  | -           | -           | -           | 36     | 2      |        |
| Totale Radomlje | Totale Radomlje | Totale Radomlje | 79         | 10         |                 | 7               | 0               |                    | -                  | -                  |             | -           | -           | 86     | 10     |        |
| 2022-2023       | Celje           | 1.SNL           | 28         | 2          | CS              | 4               | 0               | -                  | -                  | -                  | -           | -           | -           | 32     | 2      |        |
| 2023-2024       | Celje           | 1.SNL           | 34         | 4          | CS              | 2               | 0               | UECL               | 6                  | 0                  | -           | -           | -           | 42     | 4      |        |
| 2024-2025       | Celje           | 1.SNL           | 15         | 1          | CS              | 2               | 0               | UCL+UEL+UECL       | 2+0+9              | 0+1                | -           | -           | -           | 28     | 2      |        |
| Totale Celje    | Totale Celje    | Totale Celje    | 77         | 7          |                 | 8               | 0               |                    | 17                 | 1                  |             | -           | -           | 102    | 8      |        |
| Totale carriera | Totale carriera | Totale carriera | 156        | 17         |                 | 15              | 0               |                    | 17                 | 1                  |             | -           | -           | 188    | 18     |        |

### Cronologia presenze e reti in nazionale
| Cronologia completa delle presenze e delle reti in nazionale ― Slovenia | Cronologia completa delle presenze e delle reti in nazionale ― Slovenia | Cronologia completa delle presenze e delle reti in nazionale ― Slovenia | Cronologia completa delle presenze e delle reti in nazionale ― Slovenia | Cronologia completa delle presenze e delle reti in nazionale ― Slovenia | Cronologia completa delle presenze e delle reti in nazionale ― Slovenia | Cronologia completa delle presenze e delle reti in nazionale ― Slovenia | Cronologia completa delle presenze e delle reti in nazionale ― Slovenia |
| Data                                                                    | Città                                                                   | In casa                                                                 | Risultato                                                               | Ospiti                                                                  | Competizione                                                            | Reti                                                                    | Note                                                                    |
| ----------------------------------------------------------------------- | ----------------------------------------------------------------------- | ----------------------------------------------------------------------- | ----------------------------------------------------------------------- | ----------------------------------------------------------------------- | ----------------------------------------------------------------------- | ----------------------------------------------------------------------- | ----------------------------------------------------------------------- |
| 20-1-2024                                                               | San Antonio                                                             | Stati Uniti                                                             | 0 – 1                                                                   | Slovenia                                                                | Amichevole                                                              | -                                                                       | 65’ 67’                                                                 |
| 6-6-2025                                                                | Lussemburgo                                                             | Lussemburgo                                                             | 0 – 1                                                                   | Slovenia                                                                | Amichevole                                                              | -                                                                       | 78’                                                                     |
| 10-6-2025                                                               | Celje                                                                   | Slovenia                                                                | 2 – 1                                                                   | Bosnia ed Erzegovina                                                    | Amichevole                                                              | -                                                                       |                                                                         |
| Totale                                                                  |                                                                         | Presenze                                                                | 3                                                                       |                                                                         | Reti                                                                    | 0                                                                       |                                                                         |

## Palmarès

### Club

#### Competizioni nazionali
- Druga slovenska nogometna liga: 1

Radomlje: 2020-2021
- Campionato sloveno: 1

Celje: 2023-2024
- Coppa di Slovenia: 1

Celje: 2024-2025